# Aurinia gionae
Aurinia gionae är en korsblommig växtart som först beskrevs av Pierre Ambrunaz Quézel och Juliette Contandriopoulos, och fick sitt nu gällande namn av Werner Rodolfo Greuter och Hervé Maurice Burdet. Aurinia gionae ingår i släktet praktstenörter, och familjen korsblommiga växter. Inga underarter finns listade i Catalogue of Life.